# Арбуга
Арбуга (швед. Arboga) — містечко (tätort, міське поселення) у центральній Швеції в лені Вестманланд. Адміністративний центр комуни Арбуга.

## Географія
Містечко знаходиться у південній частині лена Вестманланд за 152 км на захід від Стокгольма.

## Історія
Арбога існувала як місто з ХІІІ століття, але територія була заселена ще з Х століття. 
Назва (первісно Arbugæ) складається з двох слів «Ar», що старошведською означає річку, і «bughi», що означає «згинати». Тобто первісне значення топоніма було «вигин річки».
Місто колись було резиденцією королівської сім'ї Ваза. Перша сесія Риксдагу проходила в Арбузі в 1435 році.
Тепер місто є важливим транспортним вузлом.

## Герб міста
Від XIV століття місто Арбуга використовувало герб, на якому був зображений орел, а над ним дві зірки та літера «А». Він був зафіксований на міській печатці 1330 року. У пізніших варіантах зірки і літера не вживалися. Герб міста Арбуга отримав королівське затвердження 1969 року.
Сюжет герба: у срібному полі чорний орел з червоними дзьобом, язиком і лапами, обабіч голови на крилах — по золотій шестипроменевій зірці.
Зірки в сучасній версії розміщено на крилах орла..
Після адміністративно-територіальної реформи, проведеної в Швеції на початку 1970-х років, муніципальні герби стали використовуватися лишень комунами. Цей герб був 1971 року перебраний для нової комуни Арбуга.

## Населення
Населення становить 11 031 мешканців (2018).

## Спорт
У поселенні базуються футбольний клуб «Арбуга Седра» ІФ та хокейний ІФК Арбуга.

## Галерея

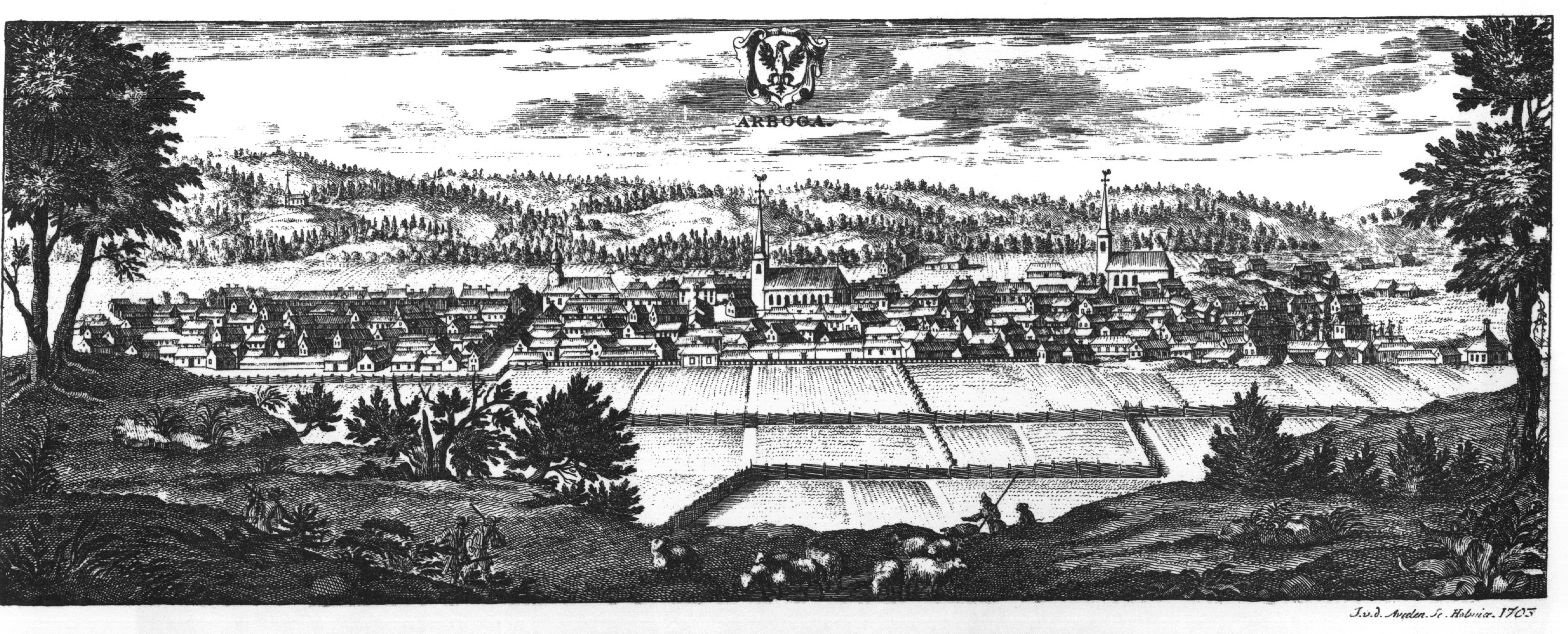
Гравюра з панорамою міста Арбуга (біля 1700 р.)

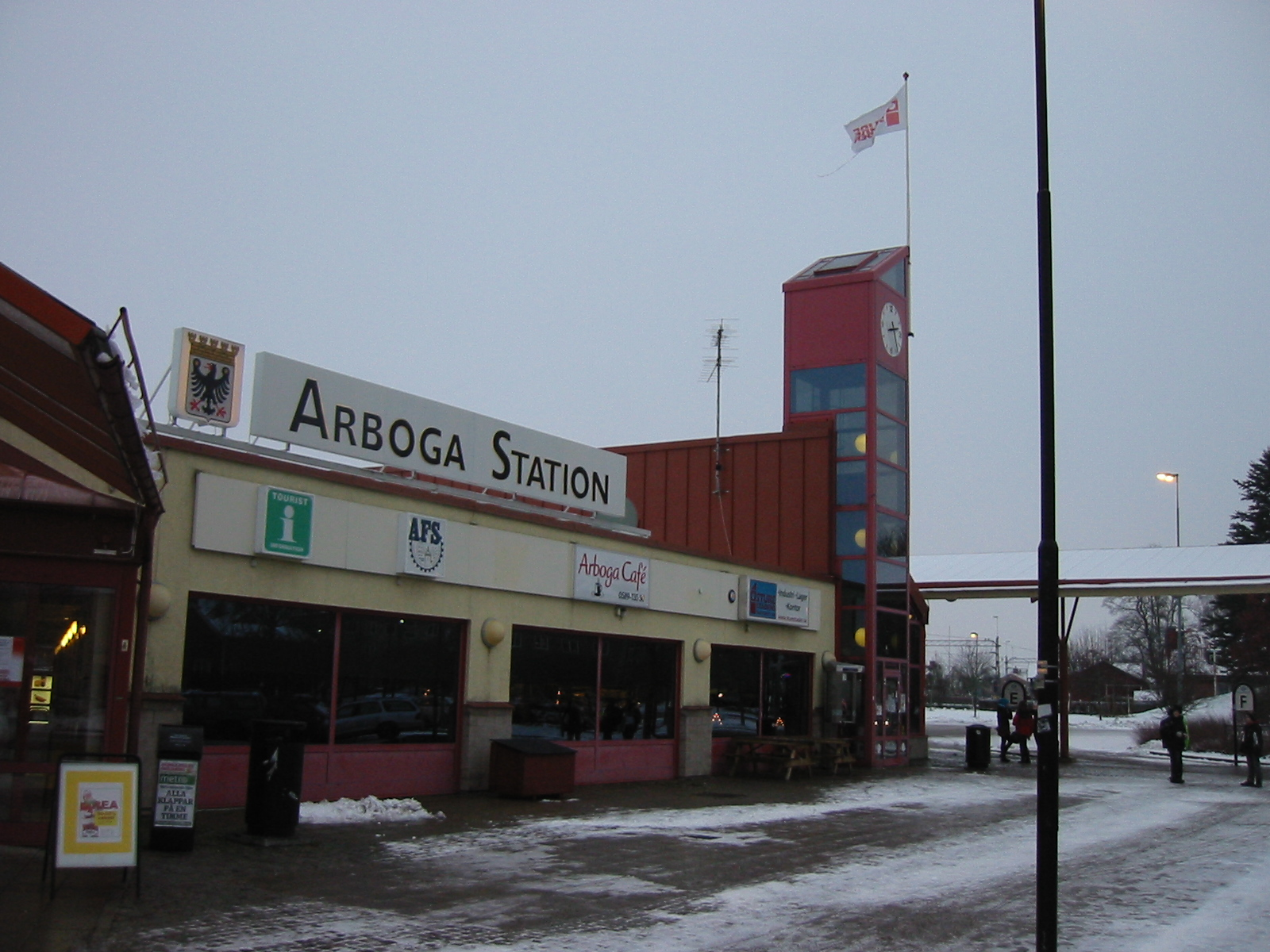
Автобусна станція
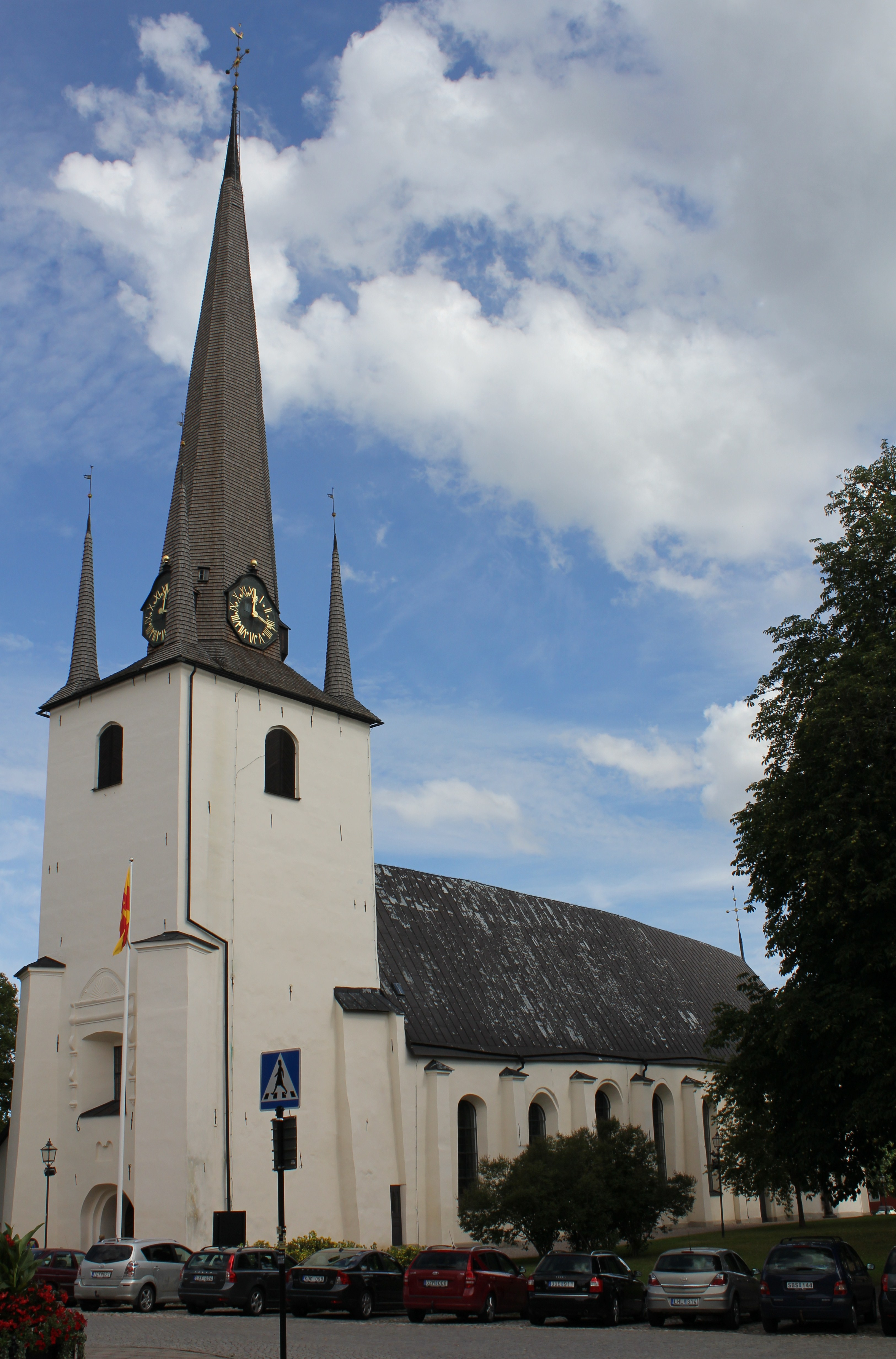
Церква
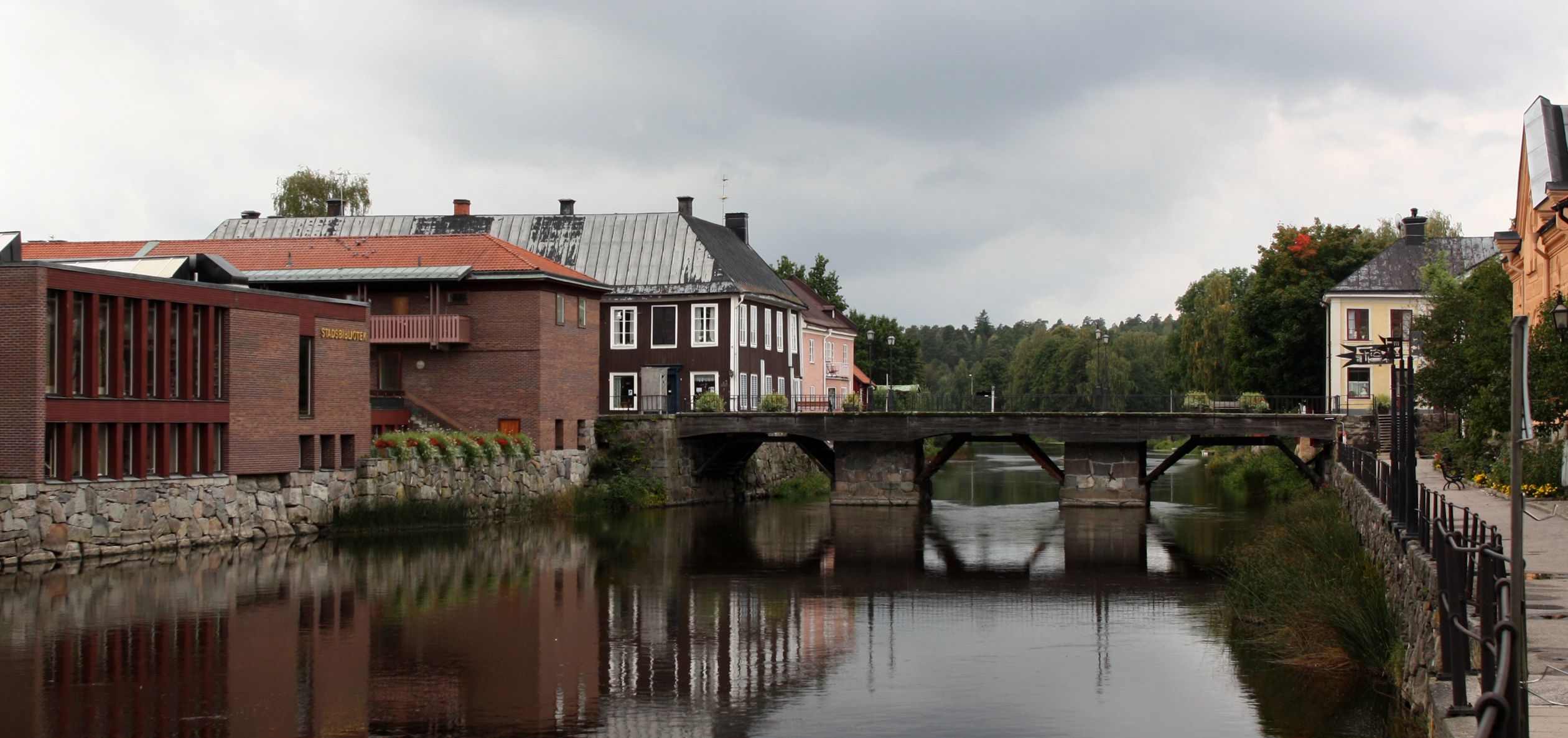
Міст
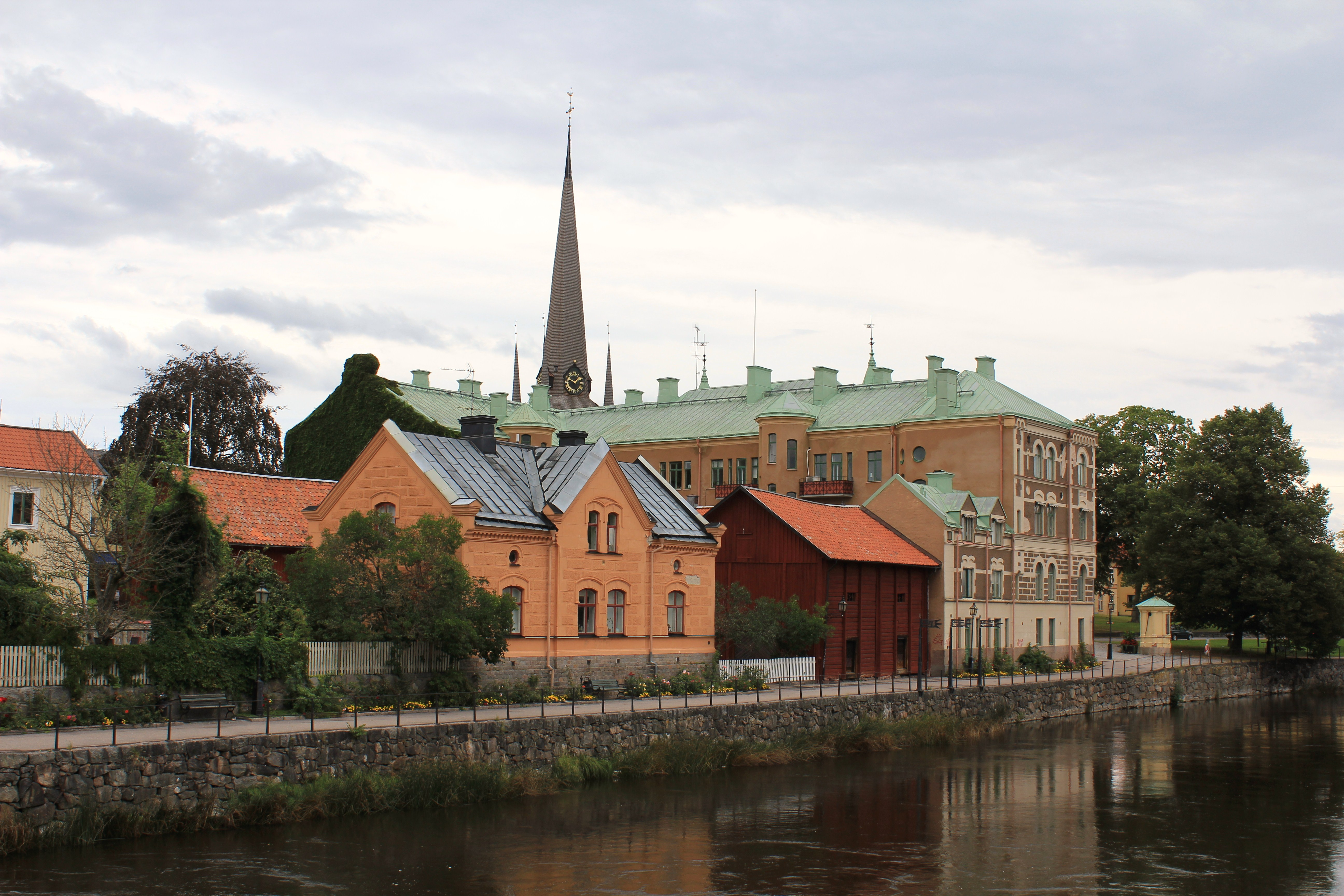
У центрі міста

## Покликання
- Сайт комуни Арбуга [Архівовано 19 травня 2021 у Wayback Machine.]